# U-4706
U-4706 – niemiecki okręt podwodny (U-Boot) przybrzeżnego typu XXIII z okresu II wojny światowej. Okręt wszedł do służby w 1945 roku.

## Historia
Położenie stępki nastąpiło 14 listopada 1944 roku w stoczni F. Krupp Germaniawerft w Kilonii; wodowanie 19 stycznia 1945. Okręt wszedł do służby 7 lutego 1945 roku.
Okręt został wcielony do 5. Flotylli U-Bootów celem treningu i zgrania załogi. Nie odbył żadnego rejsu bojowego.
U-4706 poddał się 9 maja 1945 roku w Kristiansand-Süd (Norwegia). Uniknął transferu do Wielkiej Brytanii i zatopienia w ramach operacji Deadlight. Przekazany norweskiej marynarce wojennej w październiku 1948 roku. Wcielony pod nazwą KNM „Knerter”, nigdy nie osiągnął zdolności operacyjnej. Od kwietnia 1950 roku wykorzystywany był jako magazyn przez klub jachtowy. Złomowany w 1954 roku.